# Двумерный электронный газ

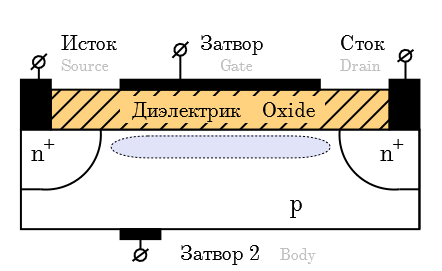
Двумерный электронный газ в MOSFET формируется в помеченной серым цветом области при подаче напряжения на затвор.

Двуме́рный электро́нный газ (ДЭГ) — электронный газ, в котором частицы могут двигаться свободно только в двух направлениях. 
Ограничивающий движение электронов в третьем направлении потенциал может быть на практике создан электрическим полем, например, с помощью затвора в полевом транзисторе или встроенным электрическим полем в области гетероперехода между различными полупроводниками. 

## Понятие двумерного электронного газа

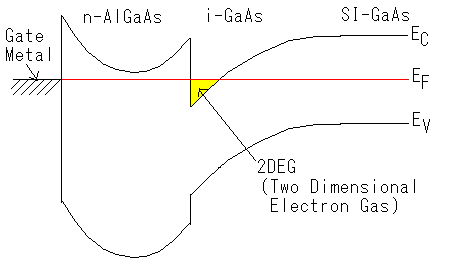
Зонная диаграмма простого HEMT.

Двумерным электронным газом (англ. two-dimensional electron gas, 2DEG) называется популяция электронов, находящихся в квантовой яме с ограничением движения по одной декартовой координате. Яма создаётся профилем зоны проводимости полупроводниковой структуры (пример на рисунке).
Энергия электрона квантуется в одном направлении (например {\displaystyle z}), а по двум другим направлениям ({\displaystyle xy}) движение свободно:
{\displaystyle E=E_{z,i}+E_{xy},\,\,\,i=1,\,2,\ldots ;\,\,\,E_{xy}\in [0\ldots +\infty )}.
Местонахождение ДЭГ показано на рисунке жёлтым цветом, при этом у самого «носика» квантовой ямы электронов нет, заполнение начинается от энергии {\displaystyle E=E_{z,1}} (уровни энергии не помечены; ось {\displaystyle z} направлена слева направо).
Чаще всего задействована только одна подзона, то есть только нижний уровень {\displaystyle E_{z,1}}. Если число заполненных энергетических подзон в ДЭГ превышает одну, говорят о квазидвумерном электронном газе. По аналогии с ДЭГ можно говорить и о двумерном дырочном газе, тогда яма должна быть создана в валентной зоне.

## Плотность состояний электронов в ДЭГ

### Выражение для плотности состояний
Плотность состояний в двумерной системе зависит от энергии ступенчатым образом. При {\displaystyle E<E_{z,1}} она нулевая. В наиболее важном диапазоне от {\displaystyle E=E_{z,1}} до {\displaystyle E=E_{z,2}} (как раз соответствующем ДЭГ) она составляет
{\displaystyle D_{2DEG}=g_{s}g_{v}{\frac {m}{2\pi \hbar ^{2}}}},
где {\displaystyle g_{s}} и {\displaystyle g_{v}} — спиновое и долинное вырождение соответственно, {\displaystyle \hbar } — редуцированная постоянная Планка, {\displaystyle m} — эффективная масса электрона. При более высоких энергиях {\displaystyle E} это выражение ещё домножается на количество уровней с {\displaystyle E_{z,i}<E} в яме. 
Знание плотности состояний в ДЭГ позволяет рассчитать квантовую ёмкость ДЭГ согласно выражению:
{\displaystyle C_{2DEG}={q}D_{2DEG}},
где {\displaystyle q} — заряд электрона.
Для арсенида галлия GaAs, который является однодолинным полупроводником, вырождение остаётся только по спину и плотность состояний запишется в виде
{\displaystyle D_{2DEG}^{GaAs}={\frac {m}{\pi \hbar ^{2}}}}.

### Оценка величины плотности состояний
В пренебрежении эффектами вырождения и возможным отличием массы {\displaystyle m} от массы свободного электрона {\displaystyle m_{0}}, плотность состояний 2D-системы записывается как
{\displaystyle D_{2DEG}={\frac {m_{0}}{2\pi \hbar ^{2}}}}.
Это можно переписать, используя понятия боровского радиуса ({\displaystyle a_{B}}) и боровского масштаба энергий ({\displaystyle W_{B}}):
{\displaystyle a_{B}={\frac {\lambda _{0}}{2\pi \alpha }},\quad W_{B}={\frac {\alpha ^{2}m_{0}c^{2}}{2}}},
где {\displaystyle \lambda _{0}=2\pi \hbar /m_{0}c} — комптоновская длина волны электрона, {\displaystyle \alpha } — постоянная тонкой структуры, а {\displaystyle c} — скорость света.
Подставляя эти значения в формулу для {\displaystyle D_{2DEG}}, получаем:
{\displaystyle D_{2DEG}={\frac {1}{4\pi a_{B}^{2}}}{\frac {1}{W_{B}}}={\frac {1}{S_{B}}}{\frac {1}{W_{B}}}=D_{B}},
где {\displaystyle S_{B}=4\pi a_{B}^{2}} — боровский квант плоскости, а {\displaystyle D_{B}} — боровская плотность состояний. Таким образом, {\displaystyle D_{2DEG}} совпадает с боровским масштабом.
В числах, {\displaystyle D_{2DEG}\approx 2.1\cdot 10^{14}\,g_{s}g_{v}(m/m_{0})\,\,} см-2эВ-1.

## Подвижность электронов в ДЭГ

### Значимость высокой подвижности
Важнейшая характеристика ДЭГ — подвижность электронов. От неё, например, зависит быстродействие полевых транзисторов различных типов, использующих ДЭГ. Именно эта характеристика является определяющей при изучении дробного квантового эффекта Холла (данный эффект наблюдался впервые на образце с подвижностью 90 000 см2/Вс).
Есть ряд причин для уменьшения подвижности ДЭГ. Среди них — влияние фононов, примесей, шероховатостей границ. Если с фононами и шероховатостью борются с помощью понижения температуры и вариаций параметров роста, то примеси и дефекты выступают основным источником рассеяния в ДЭГ. Для увеличения подвижности в гетероструктуре с ДЭГ часто используют нелегированную прослойку материала, называемую спейсером, чтобы пространственно разнести ионизованные примеси и ДЭГ. 

### Рекордные показатели подвижности
Для рекордной подвижности ДЭГ выращенные гетероструктуры должны иметь очень малое количество рассеивающих центров или дефектов. Это достигается использованием источников материала и вакуума рекордной чистоты. В квантовой яме с ДЭГ отсутствуют легирующие примеси и электроны поставляются из модулированно легированных пространственно разделённых слоёв с увеличенной эффективной массой. 
В 2009 году подвижность достигла значения 35{\displaystyle \times }106 см2В-1с-1 при концентрации 3{\displaystyle \times }1011 см-2. В 2020 году рекордная подвижность была улучшена благодаря созданию ещё более чистых материалов (Ga и Al) для МЛЭ и достигла значения 44{\displaystyle \times }106 см2В-1с-1 при концентрации 2{\displaystyle \times }1011 см-2. Для роста применялись очищенные источники и несколько крионасосов для дополнительной очистки остаточных газов в вакуумной камере, что позволило достичь более низкого давления чем 2{\displaystyle \cdot }10-12 Торр. В 2022 году рекордная подвижность двумерного электронного газа достигает значения 57{\displaystyle \times }106 см2В-1с-1 при концентрации 1,55{\displaystyle \times }1011 см-2.